# Bertha Pabst-Ross
Bertha Pabst-Ross (* 16. Dezember 1824 auf dem Gut Luisenberg bei Kellinghusen; † 10. Januar 1910 auf Hermannshöhe bei Kellinghusen) war eine deutsche Malerin.

## Leben

### Familie
Bertha Pabst-Ross war die Tochter des schottischen Einwanderers Edward Ross, Gütermakler und Besitzer des Gutes Luisenberg bei Kellinghusen, das er 1822 vom Grafen Hans zu Rantzau erworben hatte. In der Familie Ross waren sowohl der Vater als auch seine drei Kinder künstlerisch begabt. Zu ihren Geschwistern gehörte die Malerin Charlotte Vahldiek, die mit dem Maler und Obstzüchter Johannes Vahldiek verheiratet war.
1870/1871 lernte sie ihren späteren Ehemann, den Kunstmaler Hermann Pabst (1845–1923) kennen, der nach seiner Teilnahme am Deutsch-Französischen Krieg schwer verwundet in dem damaligen Lazarett Lockstedter Lager (heute Hohenlockstedt) lag, wo sie für die Betreuung der Verwundeten eingesetzt wurde.
1873 bezog sie mit ihrem Ehemann den Neubau Hermannshöhe, der gegenüber dem Gut Luisenberg lag. 
Auf dem Gut Luisenberg hatte sich ein kleines geistiges Zentrum gebildet, in dem Dichter, Schriftsteller und Maler, unter anderem Rudolf Nonnenkamp und Moritz Delfs, verkehrten.

### Werdegang
Bertha Pabst-Ross erhielt eine zeichnerische Ausbildung unter anderem bei dem Historien- und Genremaler Rudolf Nonnenkamp.

### Künstlerisches Wirken
Neben Landschaftszeichnungen und -aquarellen bevorzugte Bertha Pabst-Ross auf dem Gebiet der Ölmalerei religiöse Themen. Zeitgenossen bescheinigten ihr eine „originelle Auffassung“ sowie „Geschick in plastischer Darstellung“.

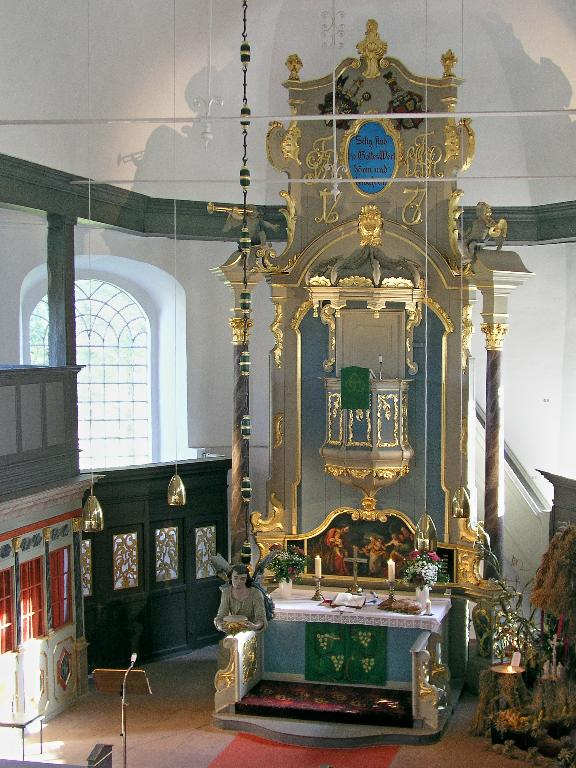
Altarbild Jesus und die Kinder in der Dorfkirche Breitenberg

## Werke (Auswahl)
- Ruhe auf der Flucht, Kunsthalle zu Kiel.
- Altarbild Jesus und die Kinder (1854), Dorfkirche Breitenberg.
- Gemaltes Kruzifix, St.-Anschar-Kirche, Münsterdorf.
- Petrus und Christus auf dem Meer (1859), Kirche Hallig Oland (ein Geschenk der Malerin).[4]
- Luisenberg bei Kellinghusen, Museum Kellinghusen[5].
- Das Briefmädchen (um 1873).[3]
- Ein verstohlener Blick in's Freie (um 1873).[3]
- Die Nonne (um 1873).[6]